# 鈴木淳
鈴木淳（1961年8月17日—），前日本職業足球員，日本20歲以下足球代表隊成員。

## 俱乐部生涯
1984年，鈴木淳在藤田开始足球生涯。1989年转会至松島SC。1992年转会至東北電力。1996年，引退。

## 日本國家足球隊
鈴木淳参加了1979年世界青年錦標賽。

## 外部連結
- （日語）J.League Data Site （页面存档备份，存于）